# Sambische Badmintonmeisterschaft
Sambische Badmintonmeisterschaften werden seit 1970 ausgetragen. Internationale Titelkämpfe gibt es seit 1965, Mannschaftsmeisterschaften seit 1966.

## Titelträger
| Saison    | Herreneinzel    | Dameneinzel     | Herrendoppel                 | Damendoppel                        | Mixed                          |
| --------- | --------------- | --------------- | ---------------------------- | ---------------------------------- | ------------------------------ |
| 1948      | B. Hewitt       | B. Gielink      | B. Hewitt F. S. Tretheway    | Mrs. H. F. Poole R. M. Wotherspoon | H . F . Poole Mrs. H. F. Poole |
| 1970      | Andrew McFee    | Merle Moult     | Andrew McFee Surin Parulekar | Ida Buck I. Leys                   | Surin Parulekar Merle Moult    |
| 1971      | keine Daten     | keine Daten     | keine Daten                  | keine Daten                        | keine Daten                    |
| 1972      | Heine Jørgensen | Anne Luckhurst  |                              |                                    | Heine Jørgensen Maureen Guy    |
| 1973      | Heine Jørgensen | Julia Furlonger | Heine Jørgensen Vishnu Kapil | Tina Kotze Maureen Guy             | S. Junnakar Tina Kotze         |
| 1974 2024 | keine Daten     | keine Daten     | keine Daten                  | keine Daten                        | keine Daten                    |